# Права ЛГБТ в Арканзасе
Лесбиянки, геи, бисексуалы и трансгендеры (ЛГБТ) в штате Арканзас могут столкнуться с некоторыми правовыми проблемами, с которыми не сталкиваются жители штата, не относящиеся к ЛГБТ.
Однополые сексуальные отношения в Арканзасе разрешены. Однополые браки на короткое время стали легальными в результате судебного решения от 9 мая 2014 года, с учётом судебных отсрочек и апелляций.
В июне 2015 года Верховный суд США вынес решение по делу Обергефелл против Ходжеса о том, что законы, запрещающие однополые браки, являются неконституционными, легализовав однополые браки в США по всей стране, в том числе и в Арканзасе.
Тем не менее, дискриминация по признаку сексуальной ориентации и гендерной идентичности не была запрещена в Арканзасе до тех пор, пока Верховный суд не запретил её по всей стране в деле Босток против округа Клейтон, в 2020 году.

## Закон, касающийся однополых сексуальных отношений
В 1838 году в Арканзасе был принят первый закон против гомосексуальных отношений, который гласил: «Каждый человек, осуждённый за содомию или мужеложство, будет заключён в тюрьму штата не менее чем на пять лет и не более чем на 21 год».
В 1864 году Генеральная Ассамблея Арканзаса увеличила наказание вплоть до смертной казни, хотя через 9 лет это решение было отменено, и первоначальное наказание было восстановлено. Первый зарегистрированный случай содомии произошёл в 1921 году в деле Смит против штата, где обвиняемый был признан виновным в «пренебрежении законами природы».
В 1925 году Верховный суд Арканзаса единогласно постановил, что фелляция (оральный секс), будь то гетеросексуальный или гомосексуальный, нарушает закон о содомии. Впоследствии в 1955 году в законодательство были внесены поправки, снижающие минимальное наказание до одного года тюремного заключения, а в 1977 году наказывающие только гомосексуальные акты или половые акты, происходящие между людьми и животными, но фактически декриминализировавшие содомию, сделав её проступком класса А.
В 1992 году губернатор Билл Клинтон во время своей президентской кампании публично призвал к отмене закона о содомии. Это заявление было опубликовано на первой странице номера газеты Washington Blade от 22 мая 1992 года.
В 2002 году Верховный суд Арканзаса в деле Picado v. Jegley признал неконституционным закон штата, согласно которому сексуальные отношения между людьми одного пола считались уголовно наказуемым деянием, поскольку закон нарушал фундаментальное право на частную жизнь и не обеспечивал равную защиту законов. Ранее суды отклоняли многочисленные судебные иски против этого закона: Коннор против штата (1973), где Верховный суд штата отклонил аргументы о том, что религиозные предрассудки при принятии закона делают его неконституционным, Картер и др. против штата (1973), где тот же суд постановил, что Генеральная Ассамблея может, «в конституционных пределах», объявить вне закона все, что «вредит комфорту, безопасности и благосостоянию людей, и предписать правила для укрепления общественного здоровья, морали и безопасности», и отверг частную жизнь как фундаментальное право, а также дело США против Леммонса (1983), в котором федеральный суд отверг аргументы о частной жизни, основанные на том, что рассматриваемый акт произошёл в общественном туалете.
4 апреля 2005 года Палата представителей штата Арканзас приняла, проголосовав 85-0 в поддержку законопроекта SB 984, который отменяет законы против половых актов между однополыми парами. 7 апреля 2005 года Сенат штата Арканзас принял этот законопроект, проголосовав 35-0 голосами «за». Губернатор Майк Хакаби подписал законопроект, и он вступил в силу 12 апреля 2005 года.

## Признание однополых отношений
Арканзас ранее запрещал однополые браки как в законе штата, так и в Конституции штата. Эти положения были признаны неконституционными и больше не применяются.
9 мая 2014 года судья Шестого судебного округа Крис Пьяцца вынес предварительное решение по делу Райт против Арканзаса, в котором признал запрет штата на однополые браки неконституционным. 15 мая он вынес окончательное решение, которое запретило исполнение законов штата, запрещающих лицензирование и признание однополых браков. Верховный суд Арканзаса приостановил его решение на время рассмотрения апелляции по этому делу.
В другом иске в федеральном суде, Джерниган против Крейна, 25 ноября 2014 года судья Кристин Бейкер признала запрет штата на однополые браки неконституционным и отложила своё решение до рассмотрения апелляции.
26 июня 2015 года Верховный суд США в деле Обергефелл против Ходжеса постановил, что запреты на однополые браки являются неконституционными, фактически легализовав однополые браки в США. С тех пор однополым парам в Арканзасе разрешено законно заключать браки.

## Усыновление и воспитание детей
В ноябре 2008 года избиратели Арканзаса одобрили меру голосования, вступившую в силу с 1 января 2009 года, запрещающую по закону сожительствующим парам, не состоящим в признанном браке, усыновлять детей и предоставлять им опекунство.
7 апреля 2011 года в деле Arkansas Department of Human Services v. Cole, Верховный суд Арканзаса единогласно постановил, что данная мера «не прошла проверку на конституционность», поскольку она "прямо и существенно ущемляет права на частную жизнь «лиц противоположного и однополого пола», которые занимаются частной половой жизнью по обоюдному согласию в спальне, лишая их права на приёмных или усыновлённых детей, если они решат сожительствовать со своим сексуальным партнёром.
Лесбийские пары имеют доступ к экстракорпоральному оплодотворению и другим услугам по вспомогательной репродукции. Согласно закону по решению Pavan v. Smith, Арканзас признаёт негенетическую, негестационную мать законным родителем ребёнка, рождённого путём донорского оплодотворения, но только если родители состоят в браке. Кроме того, ни один закон или прецедентное право не запрещает суррогатное материнство, традиционное или гестационное. В результате и то, и другое практикуется в штате, в том числе и однополыми парами.

### Свидетельства о рождении
В декабре 2015 года окружной судья признал закон Арканзаса о свидетельствах о рождении неконституционным, поскольку он несправедливо дискриминирует однополые пары. Закон позволял гетеросексуальному небиологическому отцу быть внесённым в свидетельство о рождении своего ребёнка (детей), но отказывал в этом праве гомосексуальной небиологической матери. Штат обжаловал это решение в Верховном суде Арканзаса. В декабре 2016 года Верховный суд штата постановил, что закон о свидетельствах о рождении является конституционным. Судья Верховного суда Джо Харт написала: «Признание основных биологических истин не нарушает равной защиты». 26 июня 2017 года Верховный суд США в неподписанном заключении по делу Паван против Смита постановил, что решение Верховного суда Арканзаса было явным нарушением решения по делу Обергефелл против Ходжеса и отменил закон штата о выдаче свидетельств о рождении. В октябре Верховный суд штата признал, что закон штата был неконституционным, и постановил, что к однополым парам, состоящим в браке, должно быть одинаковое отношение при выдаче свидетельств о рождении.

## Защита от дискриминации
Законодательство Арканзаса не рассматривает дискриминацию по признаку гендерной идентичности или сексуальной ориентации.
Столичный город Литл-Рок и несколько других городов, включая Конуэй, Хот-Спрингс и Норт-Литл-Рок, а также округ Пьюласки запрещают дискриминацию по признаку сексуальной ориентации и гендерной идентичности при трудоустройстве на государственную службу (служащие города или округа). Города Марвелл и Спрингдейл имеют аналогичную политику, но запрещают только дискриминацию по признаку сексуальной ориентации.
Два города приняли комплексные антидискриминационные постановления, направленные на борьбу с дискриминацией по признаку сексуальной ориентации и гендерной идентичности как в государственном, так и в частном секторе. Это Эврика-Спрингс и Фейетвилл. Однако оба эти постановления не выполняются из-за принятия Закона о совершенствовании внутриштатной торговли. В феврале 2017 года Верховный суд Арканзаса отменил антидискриминационное постановление Фейетвилла, поскольку оно включало сексуальную ориентацию и гендерную идентичность в качестве защищённых категорий. Суд постановил, что постановление противоречит закону. После вынесения решения прокурор города Фейетвилл Кит Уильямс заявил, что сосредоточится на оспаривании конституционности закона.

### Закон об улучшении внутриштатной торговли
9 февраля 2015 года Сенат штата Арканзас принял (24 голоса «за», 8 «против» и 2 «не голосовали») Закон об улучшении внутриштатной торговли, который запрещает графствам, муниципалитетам и другим политическим подразделениям штата принимать антидискриминационные постановления, которые создают защищённую классификацию или запрещают дискриминацию на основании, не содержащемся в законе штата. 13 февраля 2015 года Палата представителей штата Арканзас приняла законопроект при 58 голосах «за», 21 — «против», 14 — «не голосовали» и 7 — «присутствовали». Чрезвычайный пункт к законопроекту был отклонён Палатой представителей.

## Закон о преступлениях на почве ненависти
В Арканзасе нет закона о преступлениях на почве ненависти, который предусматривает наказание за уголовные преступления, совершённые на почве предубеждения, но закон штата разрешает жертвам подавать иски о возмещении ущерба или добиваться судебной защиты за акты запугивания, преследования, насилия или повреждения имущества, «когда такие действия мотивированы расовой, религиозной, этнической враждебностью», а не сексуальной ориентацией или гендерной идентичностью. Однако сексуальная ориентация и гендерная идентичность подпадают под действие федерального законодательства США, поскольку в октябре 2009 года был подписан закон о предотвращении преступлений на почве ненависти Мэтью Шепарда и Джеймса Берда-младшего.

### Законы о преступлениях на почве ненависти в смягчённом варианте
В апреле 2021 года законодательное собрание Арканзаса подавляющим большинством голосов приняло «смягчённую слабую версию» законопроекта о преступлениях на почве ненависти, в котором ни в явном, ни в неявном виде не упоминается «сексуальная ориентация или гендерная идентичность». Губернатор Арканзаса немедленно подписал законопроект в качестве закона. Только Вайоминг и Южная Каролина остаются в стороне от процесса принятия и реализации законов о преступлениях на почве ненависти по всей территории США.

## Законопроект об отказе в медицинском обслуживании
В начале 2021 года законопроект SB 289, позволяющий врачам ссылаться на свои религиозные убеждения для отказа в медицинской помощи ЛГБТ-пациентам, прошёл Палату представителей и Сенат Арканзаса. Подобные законы есть в Миссисипи и Иллинойсе. 26 марта губернатор Аса Хатчинсон подписал законопроект, вступивший в силу немедленно.

## Гендерная идентичность и самовыражение
С 1981 года закон штата Арканзас разрешает трансгендерам вносить изменения в свои свидетельства о рождении по получении судебного постановления, подтверждающего, что они перенесли операцию по изменению пола и что их имена были изменены.
Помимо мужского и женского пола, документы, удостоверяющие личность в Арканзасе, могут иметь половой дескриптор «X». Департамент финансов и администрации Арканзаса выдаёт такие документы с декабря 2010 года.
В марте 2021 года законодательное собрание Арканзаса приняло законопроект о законодательном запрете трансгендерам заниматься спортом и лёгкой атлетикой. В штатах Айдахо и Миссисипи уже действовали подобные законы, причём в Айдахо он был принят в 2020 году, а в Миссисипи — позднее, в марте 2021 года. 25 марта законопроект был подписан губернатором Арканзаса и вступил в силу немедленно.
В марте 2021 года законодательное собрание Арканзаса приняло HB 1570, законопроект о законодательном запрете блокаторов полового созревания, гормональной терапии и/или операций по смене пола для лиц младше 18 лет. Губернатор Аса Хатчинсон наложил вето на законопроект 5 апреля, назвав его «чрезмерно широким» и «экстремальным», но законодательное собрание преодолело его вето на следующий день.

## Общественное мнение
Опрос общественного мнения, проведённый в 2017 году Институтом исследований религии, показал, что 52 % жителей Арканзаса поддерживают однополые браки, 38 % выступают против, а 10 % не уверены. Тот же опрос показал, что 64 % арканзасцев поддерживают антидискриминационный закон, охватывающий сексуальную ориентацию и гендерную идентичность, а 27 % выступают против. Кроме того, 53 % высказались против разрешения предприятиям штата отказывать в обслуживании ЛГБТ по религиозным убеждениям, а 41 % поддержали разрешение таких отказов на религиозной почве.

## Итоговая таблица
| Однополые сексуальные отношения разрешены | (с 2002) |
| Равный возраст сексуального согласия | (с 2002) |
| Антидискриминационные законы в сфере занятости | (с 2020) |
| Антидискриминационные законы при предоставлении товаров и услуг | (Запрещено Законом об улучшении внутриштатной торговли с 2015 года)                                                                                           |
| Антидискриминационные законы в жилищной сфере | (Запрещено Законом об улучшении внутриштатной торговли с 2015 года)                                                                                           |
| Антидискриминационные законы в общественных местах проживания | (Запрещено Законом об улучшении внутриштатной торговли с 2015 года)                                                                                           |
| Антидискриминационные законы во всех других областях | (Запрещено Законом об улучшении внутриштатной торговли с 2015 года)                                                                                           |
| Закон о борьбе с буллингом ЛГБТ в школах и колледжах | Yes |
| Законы о преступлениях на почве ненависти, включающие сексуальную ориентацию и гендерную идентичность | No |
| Трансгендерные лица в тюрьмах, колониях, колониях для несовершеннолетних и т. д. должны быть размещены в соответствии с их гендерной идентичностью и охвачены медицинским обслуживанием в переходный период                                                   | No |
| Операции по подтверждению пола, блокаторы полового созревания, заместительная гормональная терапия и другие медицинские услуги, связанные с переходом, для трансгендеров должны покрываться медицинским страхованием и государственными программами Medicaid. | No |
| Трансгендерам разрешено пользоваться туалетами и другими помещениями, разделёнными по половому признаку, которые соответствуют их гендерной идентичности | |
| Спортсменам-трансгендерам разрешено заниматься спортом, соответствующим их гендерной идентичности | / (Должен изменить пол в свидетельстве о рождении) |
| Гендерно-нейтральные туалеты | No |
| Однополые браки | (с 2015) |
| Усыновление приёмных детей однополыми парами | (с 2011) |
| Опекунство однополыми парами | (с 2011) |
| Геям, лесбиянкам и бисексуалам разрешено открыто служить в армии | (с 2011) |
| Трансгендерам разрешено открыто служить в армии | (с 2021) |
| Трансвеститам разрешено открыто служить в армии | [ 44 ] |
| Интерсексуалам разрешено открыто служить в армии | Текущая политика Министерства обороны запрещает «гермафродитам» служить или поступать на военную службу                                                       |
| Право на смену юридического пола | (Требуется операция по изменению пола) |
| Возможность выбора третьего пола | / (С 2010 года только для водительских удостоверений) |
| ЛГБТ-просвещение | X |
| Доступ к ЭКО для лесбиянок | Yes |
| Конверсионная терапия запрещена для несовершеннолетних | No |
| Интерсексуальные несовершеннолетние защищены от инвазивных хирургических процедур | No |
| Запрещена защита от гей-паники | No |
| Коммерческое суррогатное материнство для пар геев | Yes |
| Гомосексуальность перестала считаться психическим заболеванием | (с 1973) |
| Трансгендерная идентичность перестала считаться психическим заболеванием | (Переклассифицирована как «гендерная дисфория» в DSM-5 с 2013 года, и диагноз «гендерная дисфория» обычно требуется для получения помощи в переходный период) |
| Мужчинам, практикующим секс с мужчинами, разрешено сдавать кровь | / (С 2020 года; 3-месячный период отсрочки) |